# Christerius litoralis
Christerius litoralis är en ringmaskart som först beskrevs av Erséus 1976.  Christerius litoralis ingår i släktet Christerius och familjen glattmaskar. Arten är reproducerande i Sverige. Inga underarter finns listade i Catalogue of Life.